# Miss Estrella Mauritius
Miss Estrella Mauritius es un concurso de belleza nacional en Mauricio. Se encarga de seleccionar a las representantes del país para los concursos Miss Universo y Miss Supranacional.

## Ganadoras
| Año  | Miss Universo Mauricio | Ciudad                | Mister Mauricio    | Ciudad           |
| ---- | ---------------------- | --------------------- | ------------------ | ---------------- |
| 2016 | Kushboo Ramnawaj       | Port Louis            | Otorgado en 2021   | Otorgado en 2021 |
| 2017 | Angie Callychurn       | Curepipe              | Otorgado en 2021   | Otorgado en 2021 |
| 2018 | Varsha Ragoobarsing    | Flacq                 | Otorgado en 2021   | Otorgado en 2021 |
| 2019 | Ornella LaFleche       | Beau Bassin-Rose Hill | Otorgado en 2021   | Otorgado en 2021 |
| 2020 | Vandana Jeetah         | Flacq                 | Otorgado en 2021   | Otorgado en 2021 |
| 2021 | Anne Murielle Ravina   | Isla Rodrigues        | Jean-Laurent David | Port Louis       |
| 2022 | Nilmani Devi Hurlall   | Mahébourg             | —                  | —                |
| 2024 | Por determinar         | Por determinar        | —                  | —                |

## Representación internacional

### Miss Universo Mauricio
: Declarada como ganadora
     : Terminó como finalista
     : Terminó como una de las semifinalistas o cuartofinalistas
     : Terminó como ganadora de premios especiales
Miss Estrella Mauricio ha comenzado a enviar una representante a Miss Universo a partir de 2016. Entre 1975 y 2015, Miss Mauricio seleccionaba a la representante.
| Año                           | Distrito        | Miss Universo Mauricio           | Posición en Miss Universo | Premios especiales | Notas |             |
| ----------------------------- | --------------- | -------------------------------- | ------------------------- | ------------------ | --- | ----------- |
| 2024                          | Quatre Bornes   | Tania René                       | No clasificó              |                    | |             |
| 2023                          | Grand Port      | Tatiana Beauharnais              | No clasificó              |                    | Beauharnais fue designada después que obtener el puesto de 2.ª finalista.                                    |             |
| 2022                          | Plaines Wilhems | Alexandrine Belle-Étoile         | No clasificó              |                    | |             |
| 2021                          | Isla Rodrigues  | Anne Murielle Ravina             | No clasificó              |                    | |             |
| 2020                          | Flacq           | Vandana Jeetah                   | No clasificó              |                    | |             |
| 2019                          | Plaines Wilhems | Ornella LaFleche                 | No clasificó              |                    | |             |
| 2018                          | Flacq           | Varsha Ragoobarsing              | No clasificó              |                    | |             |
| 2017                          | Plaines Wilhems | Angie Callychurn                 | No clasificó              |                    | |             |
| 2016                          | Port Louis      | Kushboo Ramnawaj                 | No clasificó              |                    | Kushboo fue Miss Mauricio 2014 fue designada por Estrella Mauritius después de no competir en 2015.          |             |
| 2015                          | Port Louis      | Sheetal Khadun                   | No clasificó              |                    | La ganadora de Miss Mauricio 2014, Kushboo Ramnawaj, no compitió y fue reemplazada por la primera finalista. |             |
| 2014                          | Plaines Wilhems | Pallavi Gungaram                 | No clasificó              |                    | |             |
| 2013                          | Plaines Wilhems | Diya Beeltah                     | No clasificó              |                    | |             |
| 2012                          | Plaines Wilhems | Ameeksha Devi Dilchand           | No clasificó              |                    | |             |
| 2011                          | Port Louis      | Laetitia Darche                  | No clasificó              |                    | |             |
| 2010                          | Port Louis      | Dalysha Doorga                   | No clasificó              |                    | |             |
| 2009                          | Port Louis      | Deanna Valerie Anais Veerapatren | No clasificó              |                    | |             |
| 2008                          | Plaines Wilhems | Olivia Carey                     | No clasificó              |                    | |             |
| 2007                          | Port Louis      | Sandra Faro                      | No clasificó              |                    | |             |
| 2006                          | Port Louis      | Isabelle Antoo                   | No clasificó              |                    | |             |
| 2005                          | Port Louis      | Marie-Natacha Magalie Antoo      | No clasificó              |                    | |             |
| 2004                          | No compitió     | No compitió                      | No compitió               | No compitió        | No compitió                                                                                                  |             |
| 2003                          | Port Louis      | Marie-Aimée Bergicourt           | No clasificó              |                    | |             |
| 2002                          | Port Louis      | Karen Alexandre                  | No clasificó              |                    | |             |
| 2001                          | No compitió     | No compitió                      | No compitió               | No compitió        | No compitió                                                                                                  |             |
| 2000                          | Port Louis      | Jenny Arthémidor                 | No clasificó              |                    | |             |
| 1999                          | Port Louis      | Micaella L'Hortalle              | No clasificó              |                    | |             |
| 1998                          | Port Louis      | Leena Ramphul                    | No clasificó              |                    | |             |
| 1997                          | Port Louis      | Cindy Cesar                      | No clasificó              |                    | |             |
| 1996                          | No compitió     | No compitió                      | No compitió               | No compitió        | No compitió                                                                                                  | No compitió |
| 1995                          | Port Louis      | Marie Priscilla Mardaymootoo     | No clasificó              |                    | |             |
| 1994                          | Port Louis      | Viveka Babajee                   | No clasificó              |                    | |             |
| 1993                          | Port Louis      | Danielle Pascal                  | No clasificó              |                    | |             |
| 1992                          | Port Louis      | Stephanie Raymond                | No clasificó              |                    | |             |
| 1991                          | Port Louis      | Dhandevy Jeetun                  | No clasificó              |                    | |             |
| 1990                          | Port Louis      | Anita Ramgutty                   | No clasificó              |                    | |             |
| 1989                          | Port Louis      | Jacky Randabel                   | No clasificó              |                    | |             |
| No compitió entre 1980 y 1988 |                 |                                  |                           |                    | |             |
| 1979                          | Port Louis      | Maria Chanea Allard              | No clasificó              |                    | |             |
| 1978                          | No compitió     | No compitió                      | No compitió               | No compitió        | No compitió                                                                                                  |             |
| 1977                          | Port Louis      | Danielle Marie Françoise Bouic   | No clasificó              |                    | |             |
| 1976                          | Port Louis      | Marielle Tse Sik-Sun             | No clasificó              |                    | |             |
| 1975                          | Port Louis      | Nirmala Sohun                    | No clasificó              |                    | |             |

### Miss Supranacional Mauricio
: Declarada como ganadora
     : Terminó como finalista
     : Terminó como una de las semifinalistas o cuartofinalistas
     : Terminó como ganadora de premios especiales
| Año                                                                    | Distrito           | Miss Supranacional Mauricio | Posición en Miss Supranacional | Premios especiales          | Notas          |
| ---------------------------------------------------------------------- | ------------------ | --------------------------- | ------------------------------ | --------------------------- | -------------- |
| 2024                                                                   | —                  | —                           | —                              | —                           | —              |
| 2023                                                                   | Grand Port         | Nilmani Devi Hurlall        | No clasificó                   |                             |                |
| 2022                                                                   | Plaines Wilhems    | Alexandrine Belle-Étoile    | Top 12                         | - Miss Supranacional África |                |
| 2021                                                                   | Moka               | Thriya Hemraz               | No compitió                    | No compitió                 | Fue designada. |
| Debido al impacto de la pandemia de COVID-19, no hubo concurso en 2020 |                    |                             |                                |                             |                |
| 2019                                                                   | Rivière du Rempart | Urvashi Hureeram            | No clasificó                   |                             |                |
| 2018                                                                   | Isla Rodrigues     | Marie Anoushka Ah Keng      | Top 25                         | - Miss Supranacional África |                |

### Mister Supranacional Mauricio
: Declarada como ganadora
     : Terminó como finalista
     : Terminó como una de las semifinalistas o cuartofinalistas
     : Terminó como ganadora de premios especiales
| Año                   | Distrito   | Mister Mauricio    | Posición en Mister Supranacional | Premios especiales | Notas |
| --------------------- | ---------- | ------------------ | -------------------------------- | ------------------ | ----- |
| No compite desde 2023 |            |                    |                                  |                    |       |
| 2022                  | Port Louis | Jean-Laurent David | No clasificó                     |                    |       |